# Снайпер (фильм, 1931)

Кадр из фильма «Снайпер»

«Сна́йпер» (другое название — «Искусство убивать») — художественный военный фильм 1931 года режиссёра Семёна Тимошенко. Один из первых советских звуковых кинофильмов.

## Сюжет
Во время Первой мировой войны главный герой фильма, бывший рабочий-металлург, прибывший во Францию в составе русского экспедиционного корпуса, уничтожает немецкого снайпера. Из документов убитого он узнаёт, что его противник в прошлом был рабочим металлургического завода. Это приводит его к мысли о необходимости солидарности между рабочими и классовом различии со своим начальником — капитаном царской армии.
После войны солдат возвращается в Советскую Россию, где начинает работать бригадиром депо на железнодорожной приграничной станции. Станция подвергается нападению бандитов. Участвуя в отражении нападения, бригадир убивает предводителя нападавших, в котором он узнаёт своего бывшего командира.

## В ролях
- Пётр Соболевский — русский солдат
- Борис Шлихтинг — капитан
- Пётр Кириллов — немецкий снайпер
- Владимир Гардин — генерал
- Пётр Пирогов
- Эмиль Галь — французский офицер
- Леонид Кмит — лентяй Виктор